# Paulina Buchwald-Pelcowa

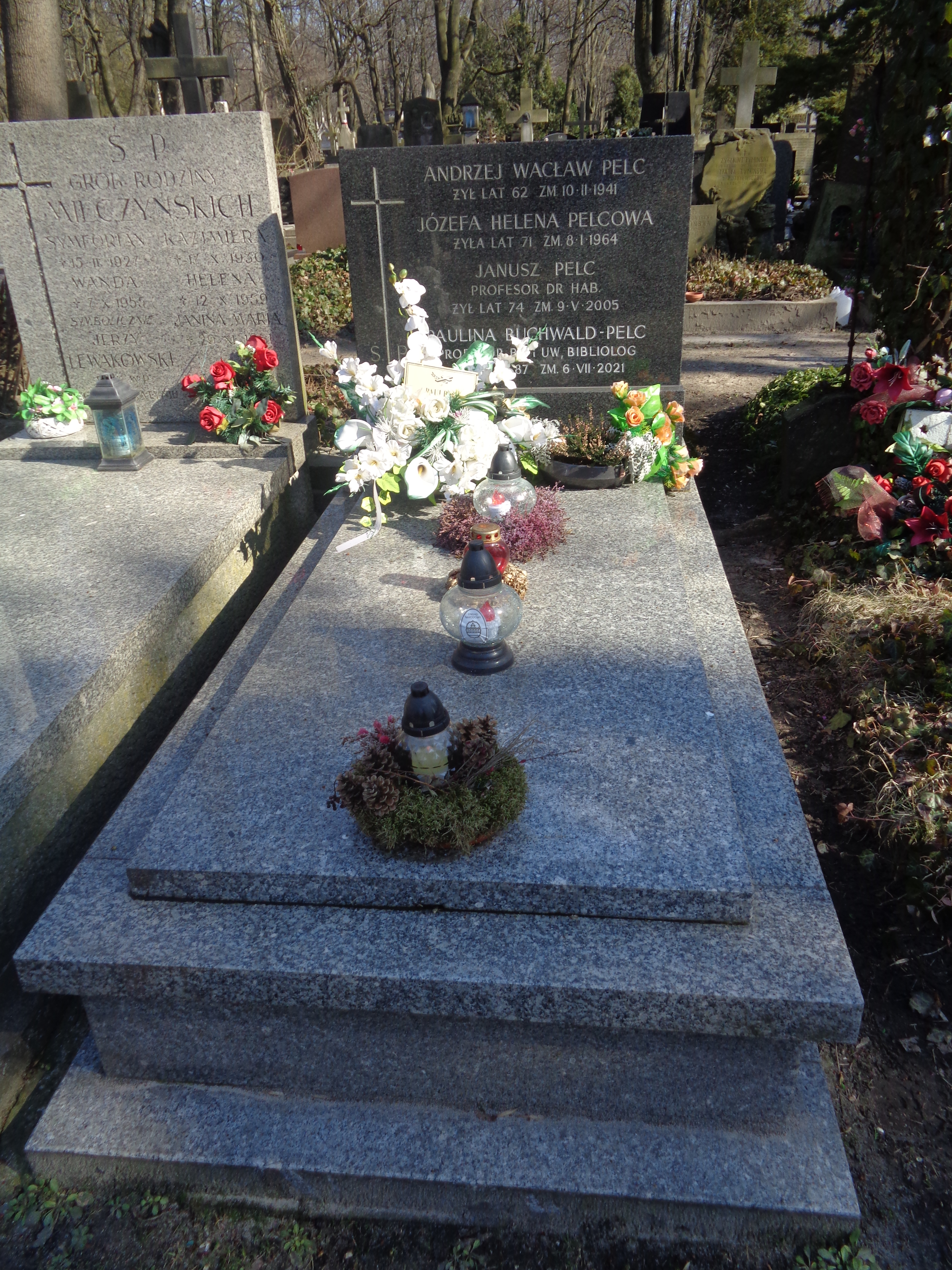
Nagrobek Paulinu Buchwald-Pelcowej na Cmentarzu Powązkowskim

Paulina Buchwald-Pelcowa (ur. 4 kwietnia 1934 w Poznaniu, zm. 6 lipca 2021) – polska historyk literatury i bibliolog specjalizująca się w literaturze staropolskiej i książce dawnej, profesor zwyczajny.

## Życiorys
Absolwentka filologii polskiej Uniwersytetu im. Adama Mickiewicza w Poznaniu. Od 1956 r. pracownik Biblioteki PAN w Kórniku, od 1960 r. kierownik Działu Starych Druków tamże. Od 1964 r.  związana z Biblioteką Narodową w Warszawie, od 1974 r. kierownik Zakładu Starych Druków BN. W 1987 r. uzyskała tytułu profesora zwyczajnego i objęła kierownictwo Zakładu Teorii, Historii i Metodyki Bibliografii w Instytucie Bibliotekoznawstwa i Informacji Naukowej na Uniwersytecie Warszawskim. 
Członek czynny Polskiej Akademii Umiejętności, członek zwyczajny Warszawskiego Towarzystwa Naukowego, Polskiego Towarzystwa Bibliologicznego i innych stowarzyszeń naukowych, wieloletni sekretarz Rady Naukowej Biblioteki Narodowej, redaktor naczelny wydawnictwa Polonia Typographica Saeculi Sedecimi.
Żona Janusza Pelca, historyka literatury polskiej.
Pochowana na cmentarzu Powązkowskim (kwatera 108-6-20).

## Dorobek naukowy
Jej zainteresowania naukowe skupiały się na literaturze staropolskiej XVI i XVII wieku oraz na kulturze książki dawnej. Autorka licznych artykułów naukowych, monografii, edycji utworów pisarzy staropolskich polskich (m.in. Mikołaja Sępa-Szarzyńskiego, Jana Kochanowskiego, Szymona Szymonowica) i innych wydawnictw drukowanych w kraju i za granicą po polsku, angielsku, włosku, rosyjsku.

## Publikacje (wybór)
- Sesja naukowa poświęcona twórczości Piotra Kochanowskiego (1967)[6]
- Satyra czasów saskich (1969)[6]
- Jeszcze jedno nieznane XVI-wieczne wydanie "Psałterza" Jana Kochanowskiego (1979)[6]
- Hieronim Morsztyn-pierwszy z rodu poetów (1980)[6]
- Emblematy w drukach polskich i Polski dotyczących XVI-XVIII wieku (1981)[6]
- Jan Kochanowski 1584-1984 : epoka - twórczość - recepcja (1990)[6]
- Dawne wydania dzieł Jana Kochanowskiego (1993)
- Cenzura w dawnej Polsce : między prasą drukarską a stosem (1997)[6]
- Drukowi winniśmy oświecenie naszego wieku. Rola książki w drodze ku Oświeceniu (2003)
- Historia literatury i historia  książki. Studia nad książką i literaturą od średniowiecza po wiek XVIII (2005)
- Rola cenzury potrydenckiej w Polsce (2016)[7]